# Акенкпає
Акенкпає (д/н — бл. 1684) — 12-й великий оба (володар) держави Едо в 1675—1684 роках.

## Життєпис
Походив з однієї з молодших гілкох Другої династії. Про нього обмаль відомостей. 1675 року посів трон. Розпочав боротьбу з всевладними узама (знаттю), до яких застосував широкі репресії. Тому серед ним уславився безжалістю та егоїзмом. Втім внаслідок запеклої боротьби Акенкпає було повалено й змушено до самогубства. Новим правителем став Акенґбодо.